# SN 2009ge
SN 2009ge – supernowa typu II odkryta 11 czerwca 2009 roku w galaktyce E101-G18. W momencie odkrycia miała maksymalną jasność 16,10m.